# Agama hispida
Agama hispida е вид влечуго от семейство Agamidae. Видът не е застрашен от изчезване.

## Разпространение и местообитание
Разпространен е в Намибия и Южна Африка.
Обитава места с песъчлива и суха почва, пустинни области и храсталаци.